# Fort Baker

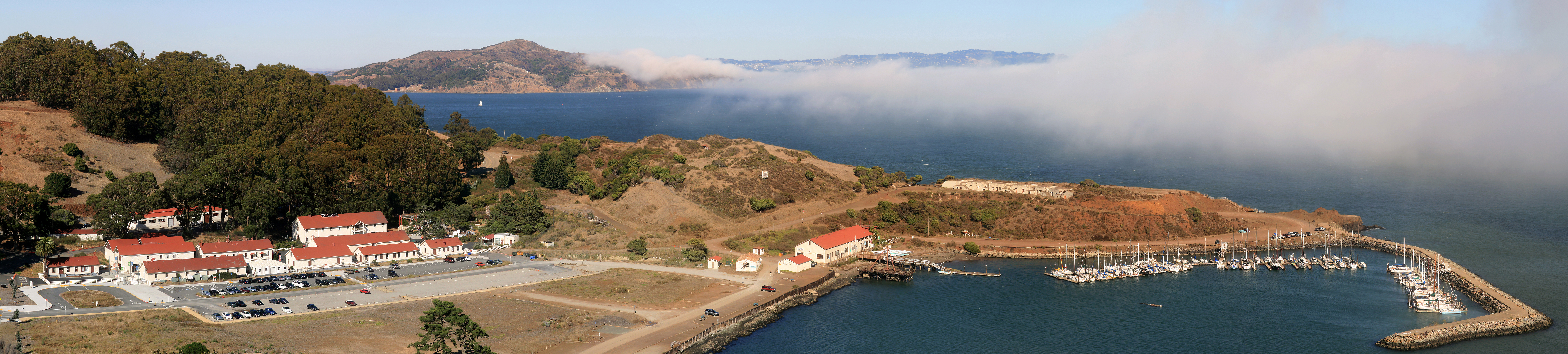
Blick vom Südosten auf die horseshoe cove (Hufeisenbucht) des Fort Baker (2009)

Fort Baker ist ein ehemaliger Armeeposten auf der Nordseite des Golden Gate bei San Francisco.

## Namensherkunft
Fort Baker wurde nach dem ehemaligen US-Senator Edward Dickenson Baker aus Oregon benannt. Baker verstarb als Regimentsführer der Union während des Sezessionskriegs.

## Geschichte
Vor der Ankunft der Europäer siedelte ein Stamm der Miwok auf dem Gebiet des heutigen Fort Baker, das damals größtenteils aus Feuchtgebieten bestand. Die Geschichtsschreibung begann 1775 mit der Ankunft der San Carlos in der Bucht von San Francisco unter dem Kommando Juan Manuel de Ayalas. Mit dem Ende des Mexikanisch-Amerikanischen Krieges im Jahr 1848 wurde mit Grundstücksverkäufen begonnen. Das Gebiet war damals Teil der Rancho Sausolito. 1866 erwarb die Regierung der Vereinigten Staaten das Gebiet und begann mit dem Aufbau des späteren Forts, dessen Einrichtung 1890 offiziell beendet wurde. 1910 befanden sich auf Fort Baker unter anderem elf Offiziersunterkünfte im Kolonialstil, Baracken und weitere Gebäude für die stationierten Truppen. Als Staub- und Windfänger wurden Pfeffersträuche, Ulmen und Eukalypten angepflanzt. In den Jahren ab 1930 diente das Fort hauptsächlich als Minendepot. Während des Kalten Krieges wurden die Gebäude des Forts für Übungen der Truppen der Reservisten und als Hauptquartier der Flugabwehr genutzt, die zuständig für die Verteidigung der Bay Area war. In den 1970ern wurde die Truppenstärke immer weiter reduziert. Im Jahre 2000 verließen die letzten Armeeangehörigen das Fort.

### Heutige Verwendung
Seitdem ist das Gebiet dieses ehemaligen Militärpostens Teil des post to park-Programms, dessen Parks zu den Golden Gate National Parks gehören mit Angeboten für Touristen, wie zum Beispiel Führungen, Musikveranstaltungen und Möglichkeiten zum Wandern und Fischen.
Auch befindet sich dort ein Luxusresort mit Michelin-ausgezeichnetem Restaurant und einer Kochschule, in der mit Produkten von umliegenden Öko-Farmen gekocht wird.